# Bente Lundquist
Bente Lundquist (født 8. august 1953) er en tidligere dansk fotomodel og nuværende indehaver af modelbureauet Scoop Models.
Hun indledte sin egen modelkarriere, da hun som 16- årig tog til Paris. Hun opnåede kontakt med den verdenskendte og kontroversielle modefotograf Helmut Newton ("The King of Kink"), der bookede hende til fransk Vogue dagen efter ankomsten, og hun blev kendt som "Newton-pige". De lavede adskillige opgaver sammen, og resultatet heraf kan ses i flere af Helmut Newtons berømte fotobøger.
Dette blev indledningen på en stor modelkarriere i udlandet. Senere tog hun en designuddannelse på Margrethe-Skolen, arbejdede som freelance stylist på forskellige modeblade, oprettede Danmarks første modelskole og åbnede i 1993 Scoop Models, der i dag er Skandinaviens stærkeste internationale modelbureau. Herfra har hun været med til at løbe mange modelkarrierer i gang.
Bente Lundquist medvirkede i dokumentar tv-serien Modellerne i seks afsnit, der blev vist i 2000 på DR 1. I tv-dokumentaren fulgte et kamerahold Bente Lundquist under arbejdet i modelbureauet.

## Eksterne links
- Omtale på costume.dk